# Olga Alexejewna Lytschkina
Olga Alexejewna Lytschkina (russisch Ольга Алексеевна Лычкина, wiss. Transliteration Ol'ga Alekseevna Lyčkina; * 17. Juli 1968) ist eine ehemalige sowjetisch-russische Freestyle-Skierin. Sie startete in der Buckelpisten-Disziplin Moguls.

## Werdegang
Lytschkina nahm von 1991 bis 1993 an acht Weltcups teil und erreichte dabei in der Saison 1991/92 mit dem siebten Platz in Zermatt sowie in Morzine ihre beste Platzierung sowie zum Saisonende mit dem 19. Platz im Moguls-Weltcup ihr bestes Gesamtergebnis. Bei den Weltmeisterschaften 1991 in Lake Placid belegte sie den 16. Platz und bei den Olympischen Winterspielen 1992 in Albertville den 12. Rang.

## Erfolge

### Olympische Spiele
- 1992 Albertville: 12. Platz Moguls

### Weltmeisterschaften
- 1991 Lake Placid: 16. Platz Moguls

## Weltcup-Gesamtplatzierungen
| Saison  | Gesamt | Gesamt | Moguls | Moguls |
| Saison  | Punkte | Platz  | Punkte | Platz  |
| ------- | ------ | ------ | ------ | ------ |
| 1990/91 | -      | -      | 2      | 25.    |
| 1991/92 | 2      | 48.    | 13     | 19.    |
| 1992/93 | 22     | 99.    | 16     | 47.    |